# 入の沢遺跡
入の沢遺跡（いりのさわいせき）は、宮城県栗原市築館城生野（つきだてじょうの）入の沢にある古墳時代集落を中心とする複合遺跡。2017年（平成29年）10月13日に国の史跡に指定された。

## 位置
入の沢遺跡は、北上川水系の一迫川（いちはさまがわ）と二迫川（にはさまがわ）に挟まれた築館（つきだて）丘陵の南側先端に位置する。遺跡の範囲は南北430メートル、東西450メートルで、この範囲にある4か所の尾根頂部に遺構が存在する。4か所の尾根頂部は南西から北東方向に並び、それぞれA区、B区、C区、D区と呼称される。このうち、2014年に学術調査が実施されたのは南寄りのA区とB区である。標高はA区、B区、C区、D区の順に49メートル、48メートル、45メートル、48メートル。国道4号との比高は23から26メートルである。

## 調査経緯
国道4号築館バイパスの建設工事にともなって2010年に実施された遺跡分布調査により、本遺跡の存在が確認された。このときに確認された遺構は中・近世の「塚」であった。その後、2014年に宮城県教育委員会を事業主体として、本格的な発掘調査が実施される。当初は、前述の中・近世の塚が主たる調査対象と目されていたが、調査を進めると、古墳時代前期に属する竪穴建物跡や溝跡が検出され、銅鏡をはじめとする貴重な遺物が出土した。
この調査の結果、本遺跡は古墳時代前期の大規模集落跡できわめて貴重な遺跡であることが判明。2015年、宮城県教育委員会と栗原市教育委員会は築館バイパスの工事を担当している国土交通省の事務所に、遺跡の保存を申し入れた。同年、宮城県考古学会と日本考古学協会から宮城県・栗原市・文化庁に対して遺跡保存の申入れがあり、保存の方向性が定まった。

## 遺構

### 概観
既述のとおり、遺構は4か所の尾根頂部に所在するが、このうち2014年に調査されたのは南側の2か所（A・B区）である。A・B区から検出された遺構は、大溝跡3所、材木塀跡2所、盛土遺構2所、竪穴建物跡およびその可能性あるもの52棟、掘立柱建物跡2棟、土壙1基、整地層1所、塚2基である。これらの大部分は古墳時代前期後半のものだが、掘立柱建物跡と土壙は時期不明、塚は中近世の遺構である。竪穴建物跡については、古墳時代のものが39棟、竪穴建物跡の可能性あるものが8ヶ所、奈良・平安時代のものが5棟となっている。なお、竪穴建物には、倉庫として使用されたとみられるものも存在するため、宮城県教育委員会の発掘調査報告書では、「竪穴住居跡」ではなく「竪穴建物跡」という用語を採用している。
なお、入の沢遺跡の事例に限らず、同遺構については、倉庫や喪屋、工房、馬小屋など「住居」以外の用途に使われた事例が全国的に見られることから、2010年代以降、文化庁文化財部は、同遺構全般の呼称として「竪穴住居」を改め「竪穴建物」を使用していく方針を示している。
奈良・平安時代の建物跡については、本遺跡の北隣に遺構がある伊治城との関連が注目されている。縄文時代については土器と石器が出土しているが、同時代の遺構の検出はない。弥生時代についてもわずかに土器の出土を見るのみで、同時代の遺構の検出はない。

### 区画施設
大溝跡 - A・B区の周囲の斜面に造られた区画溝である。2014年の調査で遺構として検出されたのは、A区の南西側、A区の北側、B区の西から北側の3か所であるが、本来はA・B区全体を囲んでいたもので、未検出部分を含む総延長は330メートルと推定される。A区南西側で検出された溝について規模をみると、検出面からの深さが1.4メートル、幅は上部が4.0メートル、底部が1.3メートルで、断面は逆台形を呈する。底部からA区（尾根上の平坦面）までの比高は4.7メートルである。なお、B区の北西側には、長さ、幅とも7メートルほどの突出部があり、大溝と材木塀（後述）はこの突出部の形に合わせて造営されている。この突出部では柱穴などの検出はなく、集落への入口として使われたものとは思われないが、その正確な用途は不明である。
材木塀跡 - 大溝の内側、尾根上の平坦面の縁を囲んでいた区画施設の跡。A区の南西側とB区の西から北西側で検出されているが、本来はA・B区の全周を囲んでいたものとみられる。
盛土遺構 - A区の南西側とB区の北西側で検出されている。本来は土塁として築かれた可能性がある。

### 竪穴建物跡
竪穴建物は、奈良時代以降のもの5棟を除くと39棟が検出され、竪穴建物跡の可能性がある遺構が他に8所確認されている。これらの建物跡は互いに近接・密集して存在するが、年代の異なる建物跡が重複しているものが少ないのが特色である。2014年の調査では39棟のうち12棟が精査された。精査されたのはA区のSI56と63、B区のSI8・9・10・13・15・17・18・19・20・21である（「SI」は発掘調査報告書で用いられている、竪穴建物を指す記号）。精査された12棟のうちB区の5棟（SI8・10・13・17・19）は火災に遭った形跡のある「焼失建物」である。これらの建物からは炭化材、焼け土、炭化米などが検出されている。

### SI13竪穴建物跡
精査された建物跡のうち、B区の北辺中央に位置するSI13竪穴建物跡は特異な存在である。この一つの建物跡から土師器、銅鏡、鉄製品、玉類、石製垂飾、石製品、繊維、赤色顔料（水銀朱、ベンガラ）、焼骨、炭化米などの多種かつ多量の遺物が出土しており、他に類例をみない。殊に、銅鏡、鉄製品、玉類、石製垂飾、繊維、水銀朱は古墳時代前期の遺物としては最北の出土例になる。
SI13の平面規模は南北6.2メートル、東西7.0メートルである。内部には土壙を2か所（南西隅と北西隅）設け、3条の溝が掘られている。また南東隅から東辺および南辺にかけて、逆L字形に、床面から10センチほど高くなった部分があり、これを便宜上「ベッド状施設」と呼んでいる。銅鏡、玉類など、主要な出土品の大部分はこの「ベッド状施設」の上か近辺から検出された。建物内の土壙と溝の存在、古墳出土品を思わせる多彩な出土品からみて、この建物は通常の居住や生活に用いられたものではなく、貴重な財物の収納場所のような役割を果たしていたものと推定される。

## 出土品
本遺跡からの出土品は、土師器、銅鏡、鉄製品、玉類、石製垂飾、石製品、土製品、繊維、赤色顔料、動植物遺存体などがある。土師器は遺跡の各所から出土しているが、それ以外の遺物の大部分はSI13竪穴建物跡（以下、単に「SI13」とも表記）からの出土である。具体的には、銅鏡は4面出土したうちの2面、鉄製品は28点出土したうちの25点がSI13からの出土であり、玉類は全267点のうち、管玉1点を除いて、残りのすべてがSI13から出土している。

### 土師器
土師器は、調査済みの建物跡のうちSI10・13・17・19から多量に出土している。器種は高坏、器台、鉢、壺、甕、台付甕、有孔鉢で、他に「鉢または壺」「甕または壺」とされる個体がある。形式的には古墳時代前期の塩釜式に分類される。

### 銅鏡
本遺跡から出土した銅鏡は以下の4面で、いずれも古墳時代前期の仿製鏡（中国鏡を模した日本製）である。
- 珠文鏡 - SI13竪穴建物跡出土。径5.5センチ、破損しており、現存部分は全体の3分の2ほど。外区は外縁が素文で、その内側が鋸歯文帯。内区は外側が櫛歯文帯、内側が珠文帯である[14]。
- 珠文鏡 - SI27竪穴建物跡出土。径8.2センチ、外区は素文。内区は外側が櫛歯文で、その内側は4条の突線で4つの扇形の区画に分ける。各区画の中央に1個の乳、その周囲に珠文を配す。SI27は、竪穴内の精査は行われていないが、周壁に近い箇所からこの鏡が出土した[15]。
- 内行花文鏡 - SI19竪穴建物跡出土。径9.0センチ、破損しており、現存部分は全体の半分ほど[16]。
- 櫛歯文鏡 - SI13竪穴建物跡出土。径5.5センチ、外区は素文で、内区は二重の櫛歯文とする[17]。

### その他の遺物
- 鉄製品 - 鉄剣5、鉄鏃2、両頭金具1、鉄斧9、方形板刃先2、鑿（のみ）1、刀子または鉄剣1、工具7、不明鉄器2の計28点が出土。鑿がSI10から、鉄斧と不明鉄器各1点がSI19から出土したのを除き、他の25点はSI13からの出土である[18]。
- 玉類 – 勾玉12点、管玉107点、臼玉17点、丸玉4点、棗玉4点、ガラス玉123点、計267点が出土。管玉1点がSI19からの出土であるほか、すべてSI13からの出土である[19]。
- 石製垂飾 - 琴柱形の垂れ飾りで、2点あり、SI13からの出土である[20]。
- 土製品 - 土製支脚1点、土玉6点がある。前者は2号塚からの出土。後者はSI63から5点、SI26から1点出土した[21]。
- 石製品 – 砥石12点、磨＋敲石7点、磨石2点、台石1点の、4種類22点があり、SI13のほか、各所の建物跡から出土した。磨＋敲石は、平滑な磨面と敲打面の両方を有する礫をこのように称している[22]。
- 繊維 - 銅鏡と鉄製品に付着して残存したもので、いずれもSI13からの出土である[23]。
- 赤色塗料 - ベンガラと水銀朱で、いずれもSI13からの出土である。もとは何かの容器に入れて保存されていたものと思われる。水銀朱は三重県丹生鉱山の産との分析結果が出ている[24]。
- 動物遺存体 - 具体的には、哺乳類動物の焼骨であり、焼失建物であるSI13から出土した。焼骨は断片が残るのみだが、科学的分析の結果、他の動物ではなく人骨である可能性が高いことがわかった[25]。
- 植物遺存体 - 具体的には、炭化米とモモの核である。炭化米は9,000粒以上が検出され、数粒を除いてSI13からの出土。モモの核は1点のみで、やはりSI13からの出土である[26]。

## 遺跡の位置づけ

### 遺跡の特質
入の沢遺跡は、古墳文化の北限に位置する大規模集落遺跡である。本遺跡から出土した銅鏡、鉄製品、玉類、水銀朱などはいずれも古墳時代前期における最北の出土事例である。そして、こうした古墳副葬品に匹敵する内容の遺物が1軒の竪穴建物跡から出土したという点も他に類例がない。銅鏡、鉄製品、玉類、水銀朱などは交易によってしか入手しえない品である。延長330メートルに及ぶ大溝を掘る大規模土木工事を実施している点も合わせ、この集落に暮らした人々は相当の有力者であったことが明らかである。土塁、溝、塀という三重の区画施設を有する防御性の高い集落も東北地方では他に例をみない。高い防御性に加え、尾根上の平坦地に建物が密集するという立地条件からみても、この集落は自然発生的なものではなく、意図的に形成されたものとみられる。このように、入の沢遺跡は、遺構、遺物ともに他に類例のない特色をもった遺跡である。

### 火災と廃絶
本遺跡の遺物は古墳時代前期後半（4世紀後半）に限られており、集落は短期間で消滅したとみられる。既述のとおり、精査済みの竪穴建物12棟のうち5棟は火災に遭っており、火災後に復興を図った形跡がない。これら5棟の焼失建物のうち、SI10・13・19の3棟は隣り合っているが、他の2棟（SI8・17）は離れた場所にあり、「延焼」が起きたとは考えがたい。加えて、これらの建物は土屋根であったことから、延焼は発生しにくかったと思われる。5棟とも、火災後に「片付け」を行った形跡がないことを含めて勘案すると、これら5棟は失火ではなく人為的に起こされた火災で焼けたものとみられる。SI13建物跡からは焼骨が検出された。骨片の骨組織形態学的分析結果からは、他の哺乳動物ではなく人の骨である可能性が高く、しかも、死後まもなく、皮膚や筋などの軟部組織が残存している段階で焼けたものとする所見が発表されている。人為的な火災が起こされた契機としては「戦争」あるいは集落の廃絶に際して火を放った等のことが想定されるが、たしかなことは不明であり、さらなる調査の進展を待って検討すべき課題である。